# Смольнинське

Смольнинське — муніципальне утворення № 80 у складі Центрального району Санкт-Петербурга .
На території муніципального утворення (округу) розташовані 17 установ охорони здоров'я федерального, міського та районного підпорядкування, 62 освітні установи; 9 готелів, 313 підприємств торгівлі та громадського харчування, 14 промислових підприємств, 16 підприємств зв'язку та транспорту, 7 культових установ.

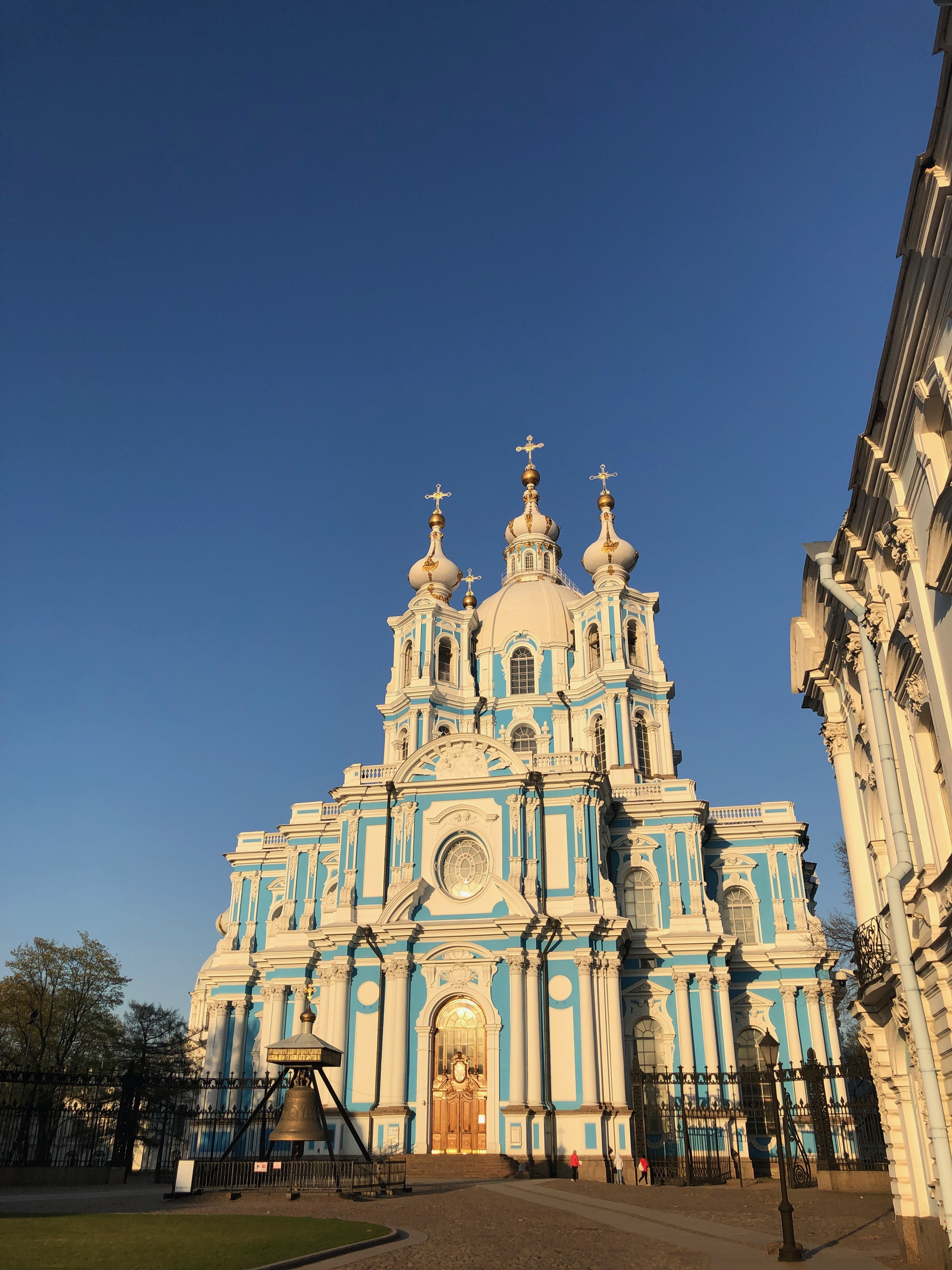
Смольний собор

Муніципальне утворення муніципального округу Смольнинське виділяється зосередженням значної кількості історичних пам'яток культури. На його території розташовані: архітектурний ансамбль «Смольний», Таврійський палац, музей Суворова, державний меморіальний музей Володимира Леніна, «Кікіни палати», БКЗ «Жовтневий» багато інших історичних пам'яток.

## Межі
Округ обмежений: з півночі — Воскресенською та Смольною набережними, зі сходу — Смольною та Синопською набережними, з півдня — площею Олександра Невського та Невським проспектом, із заходу — вулицею Повстання, Кірковою вулицею та проспектом Чернишевського .
Муніципальне утворення межує:
- На півночі — з Фінляндським округом Калінінського району (через Неву)
- На сході — з муніципальними утвореннями Мала та Велика Охта Червоногвардійського району (через Неву)
- На півдні — з муніципальним утворенням Ліговка-Ямська та Володимирським округом
- На заході — з Ливарним округом .

## Населення
| Чисельність населення | Чисельність населення | Чисельність населення | Чисельність населення | Чисельність населення | Чисельність населення | Чисельність населення |
| 2002                  | 2010                  | 2012                  | 2013                  | 2014                  | 2015                  | 2016                  |
| --------------------- | --------------------- | --------------------- | --------------------- | --------------------- | --------------------- | --------------------- |
| 90 337                | ▼76 259               | ▲76 662               | ▲78 228               | ▲80 538               | ▲80 696               | ▼78 886               |
| 2017                  | 2018                  | 2019                  | 2020                  | 2021                  | 2022                  |                       |
| ▼78 568               | ▲79 293               | ▼77 536               | ▼76 708               | ▼75 417               | ▼74 152               |                       |

## Адміністрація
- Розташовується за адресою: Суворовський проспект, будинок № 60.
- Глава муніципального округу — Ранков Григорій Михайлович.
- Виконувач обов'язків голови Адміністрації — Корольов Володимир Михайлович.
- Депутати муніципальної ради:
  - Округ 238:
    - Антонович Дмитро Володимирович,
    - Балтруков Дмитро Миколайович,
    - Важенін Сергій Олександрович,
    - Кузнєцова Катерина Михайлівна,
    - Чоботар Іван Кирилович;

  - Округ 239:
    - Бархатова Олена Миколаївна,
    - Захаров Олександр Вікторович,
    - Полуйков Радіслав Ігорович,
    - Сіра Діана Олексіївна,
    - Хрщонович Костянтин Вадимович;

  - Округ 240:
    - Безумов Павло Валентинович,
    - Кисельова Ганна Сергіївна,
    - Палюга Дмитро Сергійович,
    - Фадєєва Вікторія Сергіївна,
    - Юферєв Микита Андрійович;

  - Округ 241:
    - Вороніна Олена Володимирівна,
    - Гудков Борис Миколайович,
    - Мішкініс Олена Юріївна,
    - Шавлов Олексій Валентинович,
    - Шпринг Марина Леонідівна.

## Транспорт
- На території муніципальної округу знаходяться три станції метрополітену: «Площа Повстання», «Чернишевська» та «Площа Олександра Невського-1».
- Тролейбусні лінії прокладено: Невським проспектом (маршрути 1, 5, 7, 10, 11, 16, 22, 33); по Суворовському проспекту, Тульській вулиці, Лафонській вулиці та вулиці Бонч-Бруєвича (маршрути 5, 7, 11, 15, 16, 33); по проспекту Бакуніна, Митнінській, 8-й Радянській та Староросійській вулицях (маршрут 10); по Кірочній, Потьомкінській вулицях та вулиці Чайковського (маршрут 15).
- Трамвайну лінію прокладено площею Олександра Невського, Синопською набережною, Херсонською та Виконкомськоїю вулицями, проспектом Бакуніна та Перекупного провулку (маршрути № 7, 24, 65).

## Затримання депутатів
20 січня 2021 року 13 депутатів муніципального утворення Смольнинське було затримано та доставлено до поліції після засідання, їм інкримінували порушення «антиковідних» обмежень, стаття 8.6.1 КоАП СПб. Ситуація викликала широкий суспільний резонанс. За кілька днів до цього в Санкт-Петербурзі почали активно затримувати учасників одиночних пікетів, які виступають на підтримку Олексія Навального, який повернувся до Росії 17 січня 2021 року. Починаючи з 19 січня, затримувати почали за будь-які поодинокі пікети, включаючи екологічну та містозахисну тематику. Склад МО Смольнинське значною мірою сформувався з опозиційних та незалежних депутатів.
Список затриманих муніципальних депутатів:
1. Іван Чоботар
2. Катерина Кузнєцова
3. Дмитро Балтруков
4. Олександр Захаров
5. Олексій Шавлов
6. Олена Мішкініс
7. Микита Юферєв
8. Марина Шпрінг
9. Павло Безумов
10. Діана Сіра
11. Дмитро Палюга
12. Ганна Кисельова
13. Радислав Полуйков

## Вибух під час проведення засідання ради депутатів
4 серпня 2021 року під час чергового засідання ради муніципальних депутатів стався вибух, співробітники центру Е визначили, що виконавцем був 24-річний Георгій Скляднєв, керівник адміністративно-технічного відділу адміністрації МО «Смольнинське». Скляднєв дав свідчення, що натиснув на кнопку радіокерованого пристрою, який запустив промисловий феєверк. За попередньою інформацією, співробітник адміністрації МО уточнив, що це була не його ініціатива, а прохання виконувача обов'язків голови ради депутатів МО «Смольнинське» Григорія Ранкова .

## Обвинувачення Путіна у держзраді
8 вересня 2022 року депутат муніципального округу «Смольнинське» Дмитро Палюга опублікував рішення муніципальної ради звернутися до Державної Думи РФ з пропозицією висунути звинувачення у держзраді проти Володимира Путіна і звільнити його з посади за його рішення про вторгнення Росії в Україну 24 лютого 2022 року.